# Epibryon metzgeriae
Epibryon metzgeriae är en svampart som först beskrevs av Andrei Racovitza, och fick sitt nu gällande namn av Döbbeler 1978. Epibryon metzgeriae ingår i släktet Epibryon och familjen Pseudoperisporiaceae.   Inga underarter finns listade i Catalogue of Life.